# Niedersächsisches Oberverwaltungsgericht

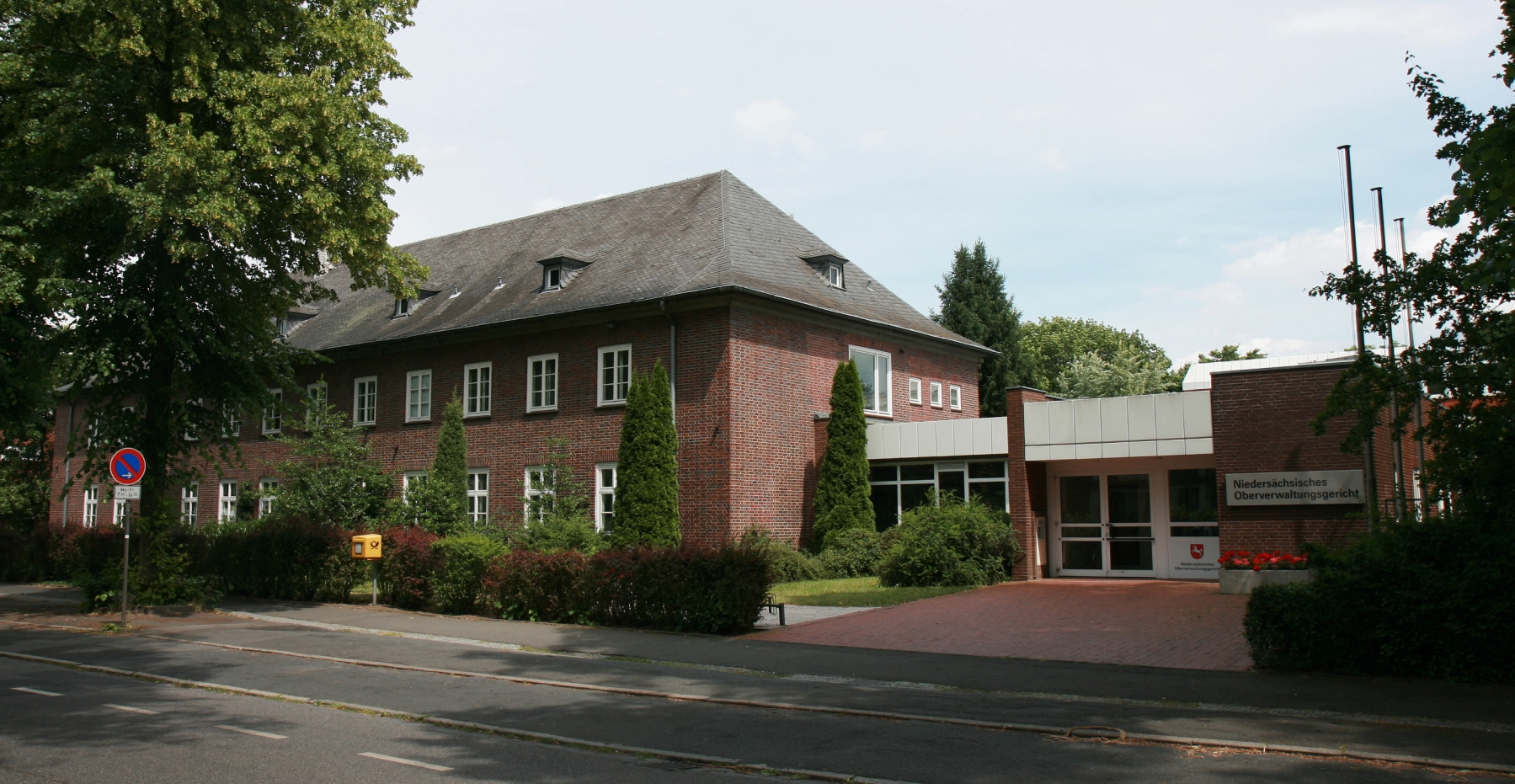
Gerichtsgebäude Uelzener Straße 40 in Lüneburg

Das Niedersächsische Oberverwaltungsgericht, nach seinem Sitz auch als Oberverwaltungsgericht Lüneburg (OVG Lüneburg) bekannt und vormals (Gemeinsames) Oberverwaltungsgericht für die Länder Niedersachsen und Schleswig-Holstein, ist das in Lüneburg beheimatete Oberverwaltungsgericht des Bundeslandes Niedersachsen und bildet somit die Spitze der Verwaltungsgerichtsbarkeit dieses Bundeslandes.

## Gerichtssitz und -bezirk
Das Niedersächsische Oberverwaltungsgericht hat seinen Sitz in Lüneburg. Es ging aus der auswärtigen Kammer in Lüneburg des Landesverwaltungsgerichtes in Braunschweig hervor, die durch die Verordnung Nr. 165 der britischen Militärregierung zum 15. September 1948 eingerichtet worden war. Das OVG in Lüneburg wurde durch Gesetz 28. März 1949 zum 1. April 1949 zuerst als Oberverwaltungsgericht für das Land Niedersachsen errichtet; mit Staatsvertrag vom 7./25. Juli 1949 wurde seine Zuständigkeit auf das Land Schleswig-Holstein als gemeinsames Oberverwaltungsgericht für die Länder Niedersachsen und Schleswig-Holstein erweitert. Seit der Errichtung des Schleswig-Holsteinischen Oberverwaltungsgerichts in Schleswig im Jahr 1991 besteht der Gerichtsbezirk des Oberverwaltungsgerichts nur noch aus dem Land Niedersachsen.

## Leitung
- ab 1958: Richard Naumann, * 17. Februar 1906
- ab 27. September 1971: Werner Groß * 14. März 1910
- ab 7. April 1975: Wolfgang Dörffler, * 28. Oktober 1923
- ab 3. April 1989: Manfred-Carl Schinkel
- ab 15. Mai 1992: Georg Hermann Eichhorn, * 6. März 1934
- 2000–2017: Herwig van Nieuwland
- 2017–2022: Thomas Smollich
- seit 2024: Frank-Thomas Hett

## Instanzenzug
Das Niedersächsische Oberverwaltungsgericht ist dem Bundesverwaltungsgericht untergeordnet.
Nachgeordnet sind die sieben Verwaltungsgerichte in Braunschweig, Göttingen, Hannover, Lüneburg, Oldenburg, Osnabrück und Stade.

## Geschichte
Das Oberverwaltungsgericht wurde am 1. April 1949 als gemeinsames Verwaltungsgericht für Niedersachsen und Schleswig-Holstein errichtet und trug bis 1991 den Namen Oberverwaltungsgericht Lüneburg. Mit der Errichtung eines eigenen Oberverwaltungsgerichtes für das Land Schleswig-Holstein nahm das Gericht den Namen Niedersächsisches Oberverwaltungsgericht an.
Seit 1949 ist das Gericht im 1938 errichteten Offizierskasino der ehemaligen Scharnhorst-Kaserne in der Uelzener Straße 40 gegenüber dem Kurpark untergebracht.